# Olympus L-1
De Olympus L-1 is een 35-mm camera van Olympus Corporation die in 1990 op de markt kwam. De bijzondere L-vormige vormgeving was ontwikkeld om, ondanks het forse zoomobjectief, optimale stabiliteit te bereiken. De L-1 werd opgevolgd door de Olympus L-2.